# Hessische Gemeindeordnung
Die Hessische Gemeindeordnung (HGO) regelt die Zuständigkeiten, Befugnisse und Rechte der Gemeinden sowie die Institution, Organisation und Aufbau der gemeindlichen Gremien in Hessen.

## Allgemein
Sie regelt die Einzelheiten, die aus der Selbstverwaltungsgarantie des Art. 137 Abs. 1 und 3 der Verfassung des Landes Hessen (umgangssprachlich auch: Hessische Verfassung oder HV) folgen. Art. 28 Abs. 1 S. 2 Grundgesetz für die Bundesrepublik Deutschland (GG) bestimmt, dass das Volk in den Gemeinden eine Vertretung haben muss, die aus allgemeinen, unmittelbaren, freien, gleichen und geheimen Wahlen hervorgegangen ist. Die Gemeinden müssen das Recht haben, alle Angelegenheiten der örtlichen Gemeinschaft im Rahmen der Gesetze in eigener Verantwortung zu regeln. Daneben können den Gemeinden staatliche Aufgaben übertragen werden. Die hessische Gemeindeordnung ist seit 1945 vielfach geändert worden; die letzte größere Änderung von 2005 (GVBl. I S. 53) ist seit dem 1. April 2005 in Kraft (GVBl. 2005 I S. 142).
Die HGO regelt im Einzelnen den Aufbau und Geschäftsgang, die Zuständigkeit sowie die Rechte und Pflichten der kommunalen Organe wie der Gemeindevertretung, in Städten Stadtverordnetenversammlung, und der Vorsitzenden dieser Organe (Vorsitzender der Gemeindevertretung bzw. in den Städten Stadtverordnetenvorsteher genannt). Neben dem Beschlussorgan Gemeindevertretung bestimmt die HGO als Verwaltungsorgan den Gemeindevorstand, in den Städten Magistrat genannt; die Regelungen folgen dem Modell der unechten Magistratsverfassung. Ferner regelt sie die Zuständigkeiten, Befugnisse und Rechte des Bürgermeisters (in den sog. „Sonderstatus-Städten“ auch als Oberbürgermeister bezeichnet), des Ortsbeirats, des Ausländerbeirats usw. Sie enthält Bestimmungen über die kommunale Finanzwirtschaft und regelt die Staatsaufsicht über die Gemeinden.
Die HGO bildet mit der Hessischen Landkreisordnung (HKO) in der Fassung der Bekanntmachung vom 7. März 2005 (GVBl. 2005 I S. 183 ff.), dem Hessischen Kommunalwahlgesetz (KWG) sowie der Hessischen Kommunalwahlordnung (KWO) die Kommunalverfassung in Hessen.

## Aufbau der HGO
Die HGO regelt folgende Sachverhalte:
- Grundlagen der Gemeindeverfassung §§ 1 bis 28
- Verwaltung der Gemeinde §§ 29 bis 91
- Gemeindewirtschaft §§ 92 bis 134
- Kommunalaufsicht §§ 135 bis 146
- Vereinigungen der Gemeinden und Gemeindeverbände § 147
- Übergangs- und Schlussvorschriften §§ 148 bis 156

## Geschichte

Erste Gemeindeordnung nach dem Zweiten Weltkrieg (erste Seite), Ende 1945 in Hessen

Die Groß-Hessische Gemeindeordnung vom 21. Dezember 1945 war die erste Nachkriegs-Gemeindeordnung in einem westdeutschen Land und löste die Deutsche Gemeindeordnung vom 30. Januar 1935 (RGBl. 1935 I S. 49 ff.) ab. Die Ablösung dieser ersten HGO durch die Hessische Gemeindeordnung vom 25. Februar 1952 brachte eine Einschränkung des Kreises der ehrenamtlich verwalteten Gemeinden. Auch wurde die Zahl der hauptamtlichen Beigeordneten beschränkt.
Die HGO 1952 trug noch dem Umstand Rechnung, dass es in Hessen bis dahin zwei verschiedene Gemeindeverfassungstypen gab: Einmal Gemeinden mit Magistratsverfassung und zum anderen Gemeinden mit Bürgermeisterverfassung. In Gemeinden unter 3.000 Einwohnern, in denen bisher die Verwaltung der Gemeinde bei dem Bürgermeister lag, konnte die Hauptsatzung bestimmen, dass der Bürgermeister nach den Bestimmungen der Bürgermeisterverfassung weiterhin Gemeindevorstand war. Er führte den Vorsitz in der Gemeindevertretung. An deren Sitzungen hatten auch die Beigeordneten teilzunehmen. Die Beigeordneten standen dem Bürgermeister bei der Erfüllung seiner Aufgaben zur Seite; sie waren an seine Weisungen gebunden. Sie durften nicht gleichzeitig Gemeindevertreter sein. Im Main-Taunus-Kreis gab es beispielsweise bis 1976 zwei Gemeinden mit Bürgermeisterverfassung: die Gemeinden Ehlhalten und Wildsachsen.
In Gemeinden mit nicht mehr als einhundert Einwohnern lag die Verwaltung bei der Gemeindeversammlung und dem Bürgermeister. Die Gemeindeversammlung bestand aus den wahlberechtigten Bürgern und trat an die Stelle der Gemeindevertretung. Eine solche Gemeinde mit Gemeindeversammlung war beispielsweise Frau-Nauses im früheren Landkreis Dieburg.
Diese Sonderregelungen für kleine Gemeinden waren 1977 nach Abschluss der Gebietsreform in Hessen überholt (obsolet) und wurden abgeschafft.

## Gemeindename und Bezeichnungen
Die Gemeinden haben das Recht, ihre bisherigen Namen zu führen. Wenn eine Änderung des Gemeindenamens, eine Änderung der Schreibweise oder die Beifügung von Unterscheidungsmerkmalen angestrebt wird, liegt die Entscheidung beim Hessischen Innenminister als der obersten Aufsichtsbehörde. Wenn Gemeindeteile besonders benannt werden sollen, entscheidet die Gemeinde selbst.
Das Unterscheidungsmerkmal ist ein Hinweis auf die geografische Lage wie am Main oder im Taunus und soll dazu dienen, einer Verwechselung mit gleichnamigen anderen Gemeinden in Deutschland vorzubeugen. Nach Abschluss der Gebietsreform machte der hessische Innenminister im Jahr 1982 eine Liste von 56 Gemeinden mit derartigen staatlich anerkannten Unterscheidungsmerkmalen bekannt. In der Folgezeit sind noch fünf Gemeinden hinzugekommen:
- Liederbach „(Taunus)“ am 1. Januar 1988[10]
- Langen „(Hessen)“ am 1. Januar 1995[11]
- Weimar „(Lahn)“ am 1. Februar 2002[12]
- Rüsselsheim „am Main“ am 27. Juli 2015[13]
- Münster „(Hessen)“ am 28. März 2017[14]

Einem Antrag einer Gemeinde auf Beifügung eines Unterscheidungsmerkmals zu ihrem Namen muss ein entsprechender Beschluss der Gemeindevertretung zu Grunde liegen. Dem Antrag sind weiterhin befürwortende Stellungnahmen des Hessischen Statistischen Landesamtes, des zuständigen Hessischen Staatsarchivs und des Hessischen Landesamtes für Bodenmanagement und Geoinformation beizufügen.
191 Gemeinden dürfen die Bezeichnung „Stadt“ führen. In 60 Fällen wurde dieses Recht durch die Hessische Landesregierung verliehen. Es gilt derzeit ein Schwellenwert von 13.000 Einwohnern, wenn eine Gemeinde einen Erfolg versprechenden Antrag stellen will und zugleich eine beispielhafte gemeindliche Aufbauarbeit nachweisen kann.
Die Gemeinden können auch andere Bezeichnungen, die auf der geschichtlichen Vergangenheit, der Eigenart oder der Bedeutung der Gemeinde beruhen, weiterführen. Der Minister des Innern kann nach Anhörung der Gemeinde derartige Bezeichnungen verleihen oder ändern. Die häufigste Bezeichnung ist das vorangestellte Bad für Kurorte. Auch Bezeichnungen wie Marktflecken, Universitätsstadt, Wissenschaftsstadt, Barbarossastadt, Landeshauptstadt oder Kreisstadt sind auf gleiche Weise staatlich anerkannt worden.

## Organe der Gemeinde (Stadt)

### Allgemeines
Bei der Gemeindevertretung (Stadtverordnetenversammlung) handelt es sich nicht um ein Parlament im materiellen Sinne. Die Gemeindevertretung ist trotz der in der HGO angelegten Elemente der Gewaltenteilung ein Bestandteil der Verwaltung. Sämtliches Ortsrecht (Satzungen etc.) ist abgeleitetes Recht. Die Gemeindevertretung hat keine unmittelbare Rechtssetzungsbefugnis. Deutlich formuliert § 29 Abs. 1 HGO: „Die Bürger der Gemeinde nehmen durch die Wahl der Gemeindevertretung und des Bürgermeisters sowie durch Bürgerentscheide an der Verwaltung der Gemeinde teil.“ Neben der Möglichkeit von Bürgerentscheiden eröffnet die Gemeindeordnung auch den Weg für Bürgerbegehren.
Ein direkter Vergleich der Gemeindevertretung und ihrer Gliederungen (Ausschüsse, Fraktionen usw.) mit denen von Parlamenten in Landtagen oder im Bundestag ist deshalb nicht möglich.
| Bezeichnungen            |                     |                             |
| Gemeinde                 | Stadt               | Stadt über 50.000 Einwohner |
| Gemeindevorstand         | Magistrat           | Magistrat                   |
| Beigeordneter            | Stadtrat (1)        | Stadtrat (1)                |
| Erster Beigeordneter (2) | Erster Stadtrat (2) | Bürgermeister (2)           |
| Bürgermeister            | Bürgermeister       | Oberbürgermeister           |

### Gemeindevertretung
(in Städten: Stadtverordnetenversammlung)
Die Gemeindevertretung wird alle 5 Jahre von den wahlberechtigten Einwohnern (auch Bürger genannt) der Gemeinde gewählt. Die Wahlen sind personenbezogen, kumulieren und panaschieren ist möglich. Jeder Wähler hat so viele Stimmen, wie Vertreter zu wählen sind, die er auf die Bewerber eines Wahlvorschlages oder unterschiedlicher Wahlvorschläge verteilen kann. Dabei kann er Bewerbern jeweils bis zu drei Stimmen geben (§ 1 Abs. 4 Kommunalwahlgesetz (KWG)). Es ist ebenfalls möglich, einzelne Bewerber zu streichen. Die Wahlzeit beginnt am 1. April des Wahljahres. Die Wahl findet an einem Sonntag im Monat März statt, soweit die jeweilige Kommunalvertretung nicht beschließt, die Wahl mit einer Europa-, Bundestags- oder Landtagswahl oder mit einer Volksabstimmung oder einem Volksentscheid zusammenzulegen.
Die Gemeindevertretung beschließt über die Angelegenheiten der Gemeinde, soweit sich aus diesem Gesetz nichts anderes ergibt (§ 50 Abs. 1 Satz 1 HGO).

#### Vorsitzender der Gemeindevertretung
Die Gemeindevertretung wählt einen Vorsitzenden (in Städten Stadtverordnetenvorsteher) und einen oder mehrere Stellvertreter (umgangssprachlich auch Parlamentsvorsteher genannt). Sie regelt ihr Verfahren durch eine Geschäftsordnung. Der Vorsitzende hat – außer der Vorbereitung und Leitung der Sitzung mit den Verhandlungen des Beschlussorgans (§§ 57–60 HGO) – eine Reihe weiterer durch Gesetz (HGO) bestimmter Aufgaben: Außendarstellung des Beschlussorgans (§ 57 Abs. 3 HGO), Abhaltung einer oder mehrerer Bürgerversammlungen (§ 8a Abs. 2 und 3 HGO), Sammlung der Anzeigen von Tätigkeiten der Gemeindevertreter zur Vermeidung möglicher Interessenkonflikte (§ 26a HGO), Entgegennahme der Mitteilungen über die Bildung von Fraktionen und ihrer Vorstände (§ 36a Abs. 2 HGO), die Amtseinführung und Verpflichtung des Bürgermeisters und der Beigeordneten (§ 46 Abs. 1 HGO), Feststellung der Beschlussfähigkeit der Gemeindevertretung (§ 53 Abs. 1 HGO), Ziehung des Loses bei Stimmengleichheit (§ 55 Abs. 1 HGO) usw.

#### Ausschüsse der Gemeindevertretung
Die Gemeindevertretung kann zur Vorbereitung ihrer Beschlüsse Ausschüsse bilden (§ 62 Abs. 1 Satz 1 HGO). Der Finanzausschuss (meist gekoppelt mit dem Hauptausschuss: Haupt- und Finanzausschuss – HFA) ist der einzige Pflichtausschuss der Gemeinde (Ein Finanzausschuss ist zu bilden. § 62 Abs. 1 Satz 2 HGO). Die Gemeindevertretung kann jederzeit Ausschüsse auflösen und neu bilden (§ 62 Abs. 1 Satz 4 HGO). Sie kann auch bestimmte Angelegenheiten oder bestimmte Arten von Angelegenheiten den Ausschüssen (widerruflich) zur endgültigen Beschlussfassung übertragen (§ 62 Abs. 1 Satz 4 HGO).
Für den Geschäftsgang eines Ausschusses gelten die Vorschriften (für die Gemeindevertretung) über die Öffentlichkeit (§ 52 HGO), Beschlussfähigkeit (§ 53 HGO), Abstimmungen (§ 54 HGO) und Wahlen (§ 55 HGO), die Abwahl des Ausschussvorsitzenden und seiner Vertreter (§ 57 Abs. 2 HGO), die Einberufung, Ladung und Sitzungsleitung sowie die Ausführung der Ausschussbeschlüsse (§ 58 Abs. 1 bis 4 HGO), das Benehmen mit dem Gemeindevorstand hinsichtlich der Festsetzung der Tagesordnung und des Zeitpunktes der Ausschuss-Sitzung (§ 58 Abs. 5 Satz 1 HGO) sinngemäß. Die Ausschüsse haben über ihre Tätigkeit in der Gemeindevertretung Bericht zu erstatten (§ 62 Abs. 1 Satz 4 HGO).

### Gemeindevorstand
(in Städten: Magistrat)
Der Gemeindevorstand setzt sich zusammen aus dem Bürgermeister als Vorsitzenden, dem Ersten Beigeordneten (dem allgemeinen Vertreter des Bürgermeisters bei dessen Verhinderung; § 47 Satz 1 HGO) und (mindestens einem) weiteren Beigeordneten (§ 65 Abs. 1 HGO). Die Beigeordneten werden von der Gemeindevertretung gewählt, die hauptamtlichen Beigeordneten werden auf eine Amtszeit von sechs Jahren, die restlichen Beigeordneten auf die Amtszeit der Gemeindevertretung gewählt (§ 39a HGO). Meist finden die Wahlen schon in der konstituierenden, d. h. ersten Sitzung der Gemeindevertretung statt. Die Amtszeit des Gemeindevorstandes der vorhergehenden Wahlperiode endet erst mit der Wahl des neuen Gemeindevorstandes (§ 41 HGO: „Weiterführung der Amtsgeschäfte“).
Die Zahl der hauptamtlichen Mitglieder des Gemeindevorstandes ist in der Hauptsatzung der Gemeinde festzulegen; die Zahl der hauptamtlichen Mitglieder darf die Zahl der ehrenamtlichen Mitglieder des Gemeindevorstandes nicht überschreiten (§ 44 Abs. 2 Satz 3 HGO).
Der Gemeindevorstand wickelt die Geschäfte der Verwaltung entsprechend den Vorgaben der Gemeindevertretung im Rahmen der zur Verfügung stehenden Mittel ab (§ 66 Abs. 1 Satz 1 HGO).

#### Kommissionen
Der Gemeindevorstand kann zur dauernden Verwaltung oder Beaufsichtigung einzelner Geschäftsbereiche sowie zur Erledigung vorübergehender Aufträge Kommissionen bilden, die ihm unterstehen. Kommissionen setzen sich aus dem Bürgermeister als Vorsitzendem, weiteren Mitgliedern des Gemeindevorstandes und der Gemeindevertretung und, bei Bedarf, aus sachkundigen Einwohnern zusammen (§ 72 HGO).

### Bürgermeister
(in Gemeinden mit mehr als 50.000 Einwohnern: Oberbürgermeister)
Siehe Hauptartikel Bürgermeister (Hessen).
Der Bürgermeister wird von den wahlberechtigten Einwohnern direkt gewählt. Die Amtszeit beträgt sechs Jahre.

### Ortsbeiräte
Die Gemeinde kann in ihrer Hauptsatzung die Bildung von Ortsbezirken mit Ortsbeiräten festlegen (§ 81 Abs. 1 Satz 1-3 HGO). Der Ortsbeirat hat Vorschlagsrecht in allen seinen Ortsbezirk betreffenden Angelegenheiten (§ 82 Abs. 3 HGO). Der vom Gremium gewählte Vorsitzende trägt die Bezeichnung Ortsvorsteher. Seine Aufgabe ist im Kleinen mit der des Vorsitzenden der Gemeindevertretung vergleichbar. Er lädt zu den Sitzungen ein, leitet diese und unterzeichnet das Protokoll. Er vertritt den Ortsbeirat nach außen, z. B. gegenüber dem Gemeindevorstand, der Gemeindevertretung und ihren Ausschüssen.
Die Wahl der Ortsbeiräte findet parallel zu den Kommunalwahlen alle fünf Jahre statt. Die Einladung zur konstituierenden Sitzung erfolgt durch den bisherigen Ortsvorsteher. Wurde ein Ortsbeirat zum ersten Mal eingerichtet, lädt der Bürgermeister dazu ein (§ 82 Abs. 6 HGO). Der Ortsbeirat besteht aus mindestens drei und höchstens neun Mitgliedern. Hat ein Ortsbezirk mehr als 8.000 Einwohner, so besteht der Ortsbeirat aus höchstens 19 Mitgliedern. (§ 84 HGO)

### Ausländerbeirat
In Gemeinden mit mehr als 1.000 ausländischen Einwohnern ist zwingend ein Ausländerbeirat einzurichten (§ 84 HGO). Wahlberechtigt sind volljährige Ausländer, die seit mindestens sechs Monaten in der Gemeinde wohnen (§ 86 HGO). Zudem wahlberechtigt sind  Deutsche, die in Deutschland die deutsche Staatsangehörigkeit erworben haben. Die Wahlzeit beträgt fünf Jahre.

### Sonstige Gremien
Als Interessenvertreter der Gemeinden und Städte fungieren in Hessen der Hessische Städte- und Gemeindebund sowie der Hessische Städtetag. Sie werden bei Gesetzgebungsvorhaben des Landes, die sich auf die Kommunen auswirken, angehört.
Vielfach sind Gemeinden auch Mitglied in Vereinen, die entweder Ziele verfolgen, die im Interesse der Gemeinde liegen, auf deren Entscheidungsfindung die Gemeinde Einfluss haben möchte oder in Vereinen, die von der Gemeinde selbst initiiert wurden, um kommunale Ziele zu erreichen.
In einigen hessischen Gemeinden werden durch die Hauptsatzung Kindern und Jugendlichen institutionalisierte Partizipationsmöglichkeiten eingeräumt, wie sie in § 4c HGO vorgesehen sind, zum Beispiel im Jugendausschuss der Gemeindevertretung. Die tatsächlichen Beteiligungsmöglichkeiten der Kinder und Jugendlichen variieren stark in den einzelnen Kommunen, je nach Beteiligungsinteresse der handelnden Personen.

### Beteiligung von Kindern und Jugendlichen
Jeder Gemeinde steht es offen, Kinder und Jugendliche in angemessener Weise bei Planungen und Vorhaben zu beteiligen, die deren Interessen berühren.(§ 4c HGO). So kann die Gemeinde etwa einen Kinder- und Jugendbeirat bilden, der sich aus politisch engagierten Kindern und Jugendlichen, die in der betreffenden Stadt oder Gemeinde wohnhaft sind, zusammensetzt.

### Bürgerentscheide
Die Einführung von sog. Bürgerentscheiden wurde in Hessen in mehreren Etappen realisiert und seine heutige Form besteht nun seit dem 20. Dezember 2015. Die HGO unterscheidet in § 8b Abs. 1 zwei verschiedene Arten von Begehren:
- Das Bürgerbegehren (Bürger beantragen einen Bürgerentscheid über wichtige Angelegenheiten der Gemeinde)
- Das Vertreterbegeheren (die Gemeindevertretung ersetzt die eigene Entscheidung durch einen Bürgerentscheid)

In § 8b Abs. 2 HGO sind einige Ausschlusstatbestände geregelt, welche nicht durch Bürgerentscheid entschieden werden dürfen. Dies sind unter anderen Weisungsaufgaben und Angelegenheiten, die dem Gemeindevorstand oder dem Bürgermeister obliegen, Entscheidungen über die Haushaltssatzung und den Jahresabschluss nach § 112 HGO, Entscheidungen im Rahmen der Bauleitplanung mit Ausnahme des Aufstellungsbeschlusses, Entscheidungen über Rechtsmittelverfahren und gesetzeswidrige Ziele.

#### Verfahren
Das Begehren ist schriftlich beim Gemeindevorstand (in Städten: Magistrat) einzureichen und muss eine bestimmte Frage enthalten. Für die verschiedenen Begehren gelten die jeweiligen Fristen. Über die Zulässigkeit des Bürgerbegehrens entscheidet die Gemeindevertretung.
Das Begehren muss in
- Gemeinden mit mehr als 100.000 Einwohnern von 3 %
- Gemeinden mit mehr als 50.000 Einwohnern von 5 %
- sonstigen Gemeinden von 10 %

der amtlich ermittelten Wahlberechtigten bei der Einreichung unterzeichnet sein.
Die gestellte Frage gilt als in dem Sinne entschieden, in dem sie von der Mehrheit der gültigen Stimmen beantwortet wurde. Diese Mehrheit muss in
- Gemeinden mit mehr als 100.000 Einwohnern von 15 %
- Gemeinden mit mehr als 50.000 Einwohnern von 20 %
- sonstigen Gemeinden von 25 %

aller Stimmberechtigten getragen werden. Bei Stimmgleichheit entscheidet das Los.
Ein Bürgerentscheid, der die erforderliche Mehrheit erhalten hat, hat die Wirkung eines endgültigen Gemeindebeschlusses und darf frühestens nach drei Jahren abgeändert werden, vgl. § 8b Abs. 7 HGO.

#### Probleme
Die Entscheidung über die Zulassung des Begehrens ist ein Verwaltungsakt. Welches Rechtsmittel gegen die Ablehnung eines Bürgerbegehrens statthaft ist, ist umstritten. Nach dem Hessischen Verwaltungsgerichtshof ist die Feststellungsklage nach § 42 Abs. 2 Verwaltungsgerichtsordnung (VwGO) statthaft. Nach einer anderen Ansicht die Verpflichtungsklage nach § 42 Abs. 1 Alt. 2 VwGO statthaft.
Es ist in der Rechtswissenschaft umstritten, ob oder inwieweit ein beantragter Bürgerentscheid, der sich bspw. gegen einen Beschluss der Gemeindevertretung richtet, eine vollzugshemmende Wirkung hat, damit durch die Ausführung des Beschlusses nicht vollendete Tatsachen geschaffen werden. In § 8b HGO findet sich hierzu keine Regelungen. Nach der Grundregel des § 66 Abs. 1 S. 3 Nr. 2 HGO ist der Magistrat zur Ausführung der Beschlüsse der Gemeindevertretung verpflichtet, sodass es zunächst keine aufschiebende Wirkung gibt. Der Verwaltungsgerichtshof (VGH) Kassel beanstandet allerdings, dass durch den Vollzug des Beschlusses der Gegenstand des Bürgerbegehrens war der Sinn und Zweck desselben konterkariert werden würde. Nach dem VGH verpflichte das Demokratieprinzip (Art. 28 Abs. 1, Art. 20 Abs. 1 und 2 Grundgesetz) zur Berücksichtigung des Willens der Bevölkerung. Demnach müsse die Gemeinde grundsätzlich von einem Vollzug des angegriffenen Beschlusses absehen, wenn ein ordnungsgemäßer und nicht rechtsmissbräuchlicher Antrag auf Durchführung eines Bürgerentscheides fristgemäß gestellt wird; gleiches gelte für eine Klage auf Zulassung des Bürgerbegehrens, sofern diese eingereicht wurde. Eine Ausnahme hiervon bilden besonders wichtige Interessen, die einen sofortigen Vollzug gebieten. Damit kommt einem Bürgerentscheid de facto Vollzugshemmung zu. Allerdings wird kritisiert, dass die Rechtsprechung diese entwickelte, obwohl der Gesetzgeber im Rahmen mehrerer Reformen der HGO die Möglichkeit hatte eine solche zu normieren.

### Eilausschuss
Mit dem Auftreten der COVID-19-Pandemie hat der Hessische Landtag am 24. März 2020 einen neuen § 51a „Eilentscheidung an Stelle der Gemeindevertretung“ in die HGO eingefügt. Dort werden die Gemeinden ermächtigt, in dringenden Angelegenheiten, wenn die vorherige Entscheidung der Gemeindevertretung nicht eingeholt werden kann und Gründe des öffentlichen Wohls keinen Aufschub dulden, einen Eilausschuss an Stelle der Gemeindevertretung entscheiden zu lassen. Dieser ist, soweit die Gemeindevertretung für diese Zwecke keinen besonderen Ausschuss eingerichtet hat, der ohnehin bestehende Finanzausschuss. Der Ausschuss kann in diesem Fall in nichtöffentlicher Sitzung tagen. Die Entscheidung kann im Umlaufverfahren getroffen werden. Das Gesetz und damit § 51 a treten am 31. März 2021 außer Kraft.
Mit der vorübergehenden Aufgabenübertragung und dem Ausschluss vom Öffentlichkeitsprinzip soll die Handlungsfähigkeit der Gemeinde auch in der aktuellen Krisenzeit gesichert werden. Der Ausschuss darf auch die wichtigen Entscheidungen im Sinne von § 9 Abs. 1 HGO ausüben. Die Ermächtigung ist entsprechend ihrer Bedeutung nach Inhalt, Umfang und Dauer auf das unbedingt notwendige Maß zu begrenzen. Nachdem ein Eilentscheid getroffen wurde, ist der Vorsitzende der Gemeindevertretung unverzüglich schriftlich oder elektronisch zu informieren. Zudem ist nach § 53 Abs. 2 HGO die Öffentlichkeit zu informieren. Die getroffene Entscheidung muss auf die Tagesordnung der nächst erreichbaren Sitzung der Gemeindevertretung genommen werden. Die Vertretung soll damit die Möglichkeit bekommen, den Eilentscheid zu genehmigen oder aufzuheben. Dies gilt nicht, wenn bereits im Rahmen der Ausführung des Beschlusses Rechte Dritter entstanden sind.
Die Entscheidung über die Einladung und die Aufnahme eines Antrages auf die Tagesordnung trifft im Eilausschuss der Ausschussvorsitzende. Ihm obliegt die Prüfung, ob ein Antrag die Voraussetzungen des § 51a erfüllt und die Eilkompetenz gegeben ist. Der Ausschussvorsitzende ist verpflichtet, eine Ausschusssitzung einzuberufen, wenn die Voraussetzungen des § 56 Abs. 1 Satz 2 gegeben sind.

## Haushaltswesen
Die Ausführungen in diesem Artikel basieren auf der kameralistischen Buchführung. Zunehmend wird statt dieser die „kaufmännische DOPPelte Buchführung in Konten Soll und Haben“ (Doppik) genutzt. Von der Umstellung auf Doppik erhofft man sich u. a. mehr Kostentransparenz, verschiedene Kostenvorteile und ein insgesamt effizienteres Arbeiten. So soll durch die „Doppik“ insbesondere auch vermieden werden, dass zu Lasten künftiger Generationen gewirtschaftet wird.
Die nach einer Umstellung geltenden Regularien sind unter Doppik beschrieben.
Neben der HGO ist für die Haushaltsführung der Gemeinde die Verordnung über die Aufstellung und Ausführung des Haushaltsplans der Gemeinden mit Verwaltungsbuchführung 2009 (Gemeindehaushaltsverordnung-Verwaltungsbuchführung – GemHVO-Vwbuchfg 2009) vom 2. April 2006 maßgeblich, die die Regeln der HGO konkretisiert.

### Haushaltsplan und Haushaltssatzung
Der Haushaltsplan besteht aus der Haushaltssatzung mit Anlagen (§ 97 Abs. 2 und 4 HGO, § 2 GemHVO), dem Verwaltungshaushalt, dem Vermögenshaushalt und dem Stellenplan. Der Haushaltsplan ist aus einer mittelfristigen Finanzplanung abzuleiten, die der Gemeindevertretung mit dem Haushaltsplan vorzulegen ist (§ 101 HGO). Diese besteht aus einem Investitionsplan sowie einem Finanzplan.
Der Verwaltungsentwurf des Haushaltsplans wird im Gemeindevorstand beraten und ggf. nach Einarbeitung von Änderungen durch den Gemeindevorstand festgestellt. Ist ein Beigeordneter für die Verwaltung des Finanzwesens (Kämmerer) bestellt, so bereitet dieser den Entwurf vor. Der Kämmerer ist zudem berechtigt, eine persönliche Stellungnahme beizufügen, wenn seinem Vorschlag nicht entsprochen wird (§ 97 Abs. 1 HGO) und seine Auffassung während der Beratungen in der Gemeindevertretung und ihren Ausschüssen zu vertreten (§ 97 Abs. 3 Satz 3 HGO).
Der vom Gemeindevorstand festgestellte Haushaltsplan wird in die Gemeindevertretung eingebracht und dort in öffentlicher Sitzung der Gemeindevertretung beraten und beschlossen, nachdem er im Finanzausschuss eingehend behandelt wurde. Die Beratung im Finanzausschuss ist durch diese Aufgabe der einzige Pflichtausschuss der Gemeinde (§ 97 Abs. 3 HGO).
Die Gemeindevertretung beschließt abschließend über Haushaltssatzung und Haushaltsplan. Die Haushaltssatzung enthält neben der Haushaltsermächtigung ggf. die Festlegung der Kredite und Verpflichtungsermächtigungen sowie die maximale Höhe der Kassenkredite. Die beschlossene Haushaltssatzung mit ihren Anlagen soll spätestens einen Monat vor Beginn des neuen Haushaltsjahres der Aufsichtsbehörde vorgelegt werden. Die Aufsichtsbehörde prüft die Haushaltssatzung und verfügt bei problematischer Haushaltslage mit der Haushaltsgenehmigung ggf. Auflagen und Bedingungen um beispielsweise die fortschreitende Verschuldung der Kommunen zu verhindern. Die Aufsichtsbehörde hat dabei jedoch das Selbstbestimmungsrecht der Gemeinde als hohes Gut zu achten.
Genehmigungspflichtige Bestandteile des Haushaltsplans sind der Gesamtbetrag der Kredite für Investitionen und Investitionsförderungsmaßnahmen (§ 103 Abs. 2 HGO), der Gesamtbetrag der Verpflichtungsermächtigungen (§ 102 Abs. 4 HGO) und der festgesetzte Höchstbetrag der Kassenkredite (§ 105 Abs. 2 HGO). Sowohl der vom Gemeindevorstand festgestellte Entwurf, als auch die von der Gemeindevertretung beschlossene Haushaltssatzung sind öffentlich auszulegen.

### Vermögens- und Verwaltungshaushalt
Ein zentrales Element der Kameralistik ist die Aufteilung des Haushaltsplans in einen Vermögens- und einen Verwaltungshaushalt.
Der Vermögenshaushalt (oder auch Investitionshaushalt) enthält alle vermögenswirksamen Einnahmen oder Ausgaben der Gemeinde, also alle Finanzvorfälle, die sich vermögenserhöhend oder vermögensmindernd auswirken. Hierunter fallen zum Beispiel Ausgaben für den Straßenbau oder Einnahmen aus dem Verkauf von städtischen Grundstücken.
Die laufenden Ausgaben und Einnahmen (also alles was nicht im Vermögenshaushalt steht) wird im Verwaltungshaushalt dargestellt.
Die Abgrenzung ist aus Sicht der kaufmännischen Buchführung gewöhnungsbedürftig. Der Bau des Rathauses ist im Vermögenshaushalt zu veranschlagen, die Reparatur desselben im Verwaltungshaushalt.
Schulden zur Finanzierung von Investitionen werden im Vermögenshaushalt gezeigt. Es besteht die Pflicht, eine Mindestzuführung vom Verwaltungshaushalt zum Vermögenshaushalt in Höhe der laufenden Zinsen und Tilgung der Kredite zu leisten. Diese Zuführung wird im Verwaltungshaushalt als Ausgabe, im Vermögenshaushalt als Einnahme gezeigt.
Die historische entstandene Trennung dieser beiden Haushalte wird mit Einführung der Doppik (s. u.) aufgehoben.

### Gebührenhaushalte
Bestandteil des Haushaltsplanes sind die Gebührenhaushalte (etwa für Wasserver- und -entsorgung oder Müllabfuhr).
Auch hier werden – wie in allen anderen Unterabschnitten des Haushaltsplanes – Einnahmen und Ausgaben gegenübergestellt und ein Zuschussbedarf bzw. Überschuss ermittelt. Gebührenhaushalte sollen jedoch grundsätzlich im Plan ausgeglichen sein. Eine Subvention des jeweiligen Gebührenhaushaltes (die Gebühren decken nicht die Kosten der jeweiligen Dienstleistung) ist eigentlich nicht erlaubt, aber vielfach Praxis. Insbesondere gilt dies für Kindergartengebühren, die in keiner Gemeinde kostendeckend sind. Aber auch andere Gebührenhaushalte sind oftmals entgegen dem Gesetzeswortlaut subventioniert.
Im Gegenzug darf die Gemeinde keine Gewinne im Gebührenhaushalt erzielen. Ergeben sich Überschüsse in einzelnen Gebührenhaushalten, so müssen diese in zweckgebundene Gebührenausgleichsrücklagen fließen. Diese dienen dem Ausgleich von Schwankungen, müssen jedoch nach wenigen Jahren aufgelöst werden.

### Mittelfristplanung
§ 101 HGO schreibt vor, das eine revolvierende Finanzplanung für die jeweils nächsten 5 Jahre (beginnend mit dem laufenden Haushaltsjahr) zu erstellen ist. Dies ist mindestens jährlich fortzuschreiben. Basis dieser Finanzplanung ist eine Investitionsplanung der Gemeinde. Dieses Investitionsprogramm bedarf der Zustimmung durch die Gemeindevertretung (im Regelfall zusammen mit dem Haushaltsplan).
Für die Erstellung einer Finanzplanung sind Annahmen über die Entwicklung der Steuereinnahmen sowie der Ausgaben der Gemeinde zu machen. Hierzu liefert das Innenministerium des Landes Hessen Orientierungsdaten.
Zweck der Mittelfristplanung ist, dass die Gemeinde rechtzeitig geeignete Maßnahmen trifft, um eine geordnete Haushaltsentwicklung unter Berücksichtigung ihrer voraussichtlichen Leistungsfähigkeit in den einzelnen Planungsjahren zu sichern.
Im August 2005 hat das hessische Innenministerium eine „Leitlinie zur Konsolidierung der Kommunalen Haushalte“ (s. Weblinks) herausgegeben, die die Finanzplanung konkretisiert.

### Nachtragshaushalte
Der Haushaltsplan bzw. die Haushaltssatzung kann durch einen Nachtragshaushalt geändert werden (§ 97 HGO). Diese Änderung kann jederzeit bis zum Ende des betroffenen Haushaltsjahres vorgenommen werden.
Dies wird die Gemeindevertretung vornehmen, um für Investitionen, die innerhalb des Jahres beschlossen werden, Geldmittel bereitzustellen.
Umgekehrt besteht die Pflicht, unverzüglich eine Nachtragssatzung zu erlassen, wenn
- es sich ergibt, dass ein erheblicher Fehlbetrag entstehen oder der veranschlagter Fehlbetrag sich wesentlich erhöhen und des nur durch den Nachtragshaushalt möglich ist, einen rechnerischen Haushaltsausgleich zu erreichen oder
- zusätzliche oder erhöhte Ausgaben anfallen, die im Verhältnis zu den gesamten Ausgaben einen erheblichen Umfang haben oder
- Ausgaben für bisher nicht veranschlagte Investitionen oder Investitionsförderungsmaßnahmen geleistet werden sollen oder
- Änderungen des Stellenplans vorgenommen werden sollen.

Keine Pflicht zur Aufstellung eines Nachtragshaushaltes besteht bei unerheblichen Mehrausgaben, unabweisbaren Instandsetzungen, Kreditumschuldung oder Personalkostensteigerung aufgrund Tarifabschlüssen.
Das Procedere der Aufstellung und Verabschiedung des Nachtragshaushaltes entspricht dem des regulären Haushaltes.

### Über- und Außerplanmäßige Ausgaben / Vorläufige Haushaltsführung
Es kann vorkommen, dass ausgabenwirksame Entscheidungen während des laufenden Haushaltsjahres getroffen werden müssen, die nicht im Haushaltsplan vorgesehen waren. In diesem Fall spricht man von über- bzw. außerplanmäßigen Ausgaben. Diese sind dann zulässig, wenn sie unvorhersehbar waren und unabweisbar sind (§ 100 HGO).
Aufgrund der Dringlichkeit entscheidet der Gemeindevorstand. Bei erheblichen Mehrausgaben ist vorab die Zustimmung der Gemeindevertretung notwendig.
Ist bis zum Beginn des Haushaltsjahres der Haushalt noch nicht verabschiedet, so greifen die Regeln der vorläufigen Haushaltsführung (§ 99 HGO):
- Steuer- und Abgabesätze bleiben unverändert
- Der Stellenplan des Vorjahres gilt weiter
- Es dürfen nur die Ausgaben getätigt werden, zu denen die Gemeinde rechtlich verpflichtet ist oder die für die Weiterführung notwendiger Aufgaben unaufschiebbar sind, sie darf insbesondere Bauten, Beschaffungen und sonstige Leistungen des Vermögenshaushalts fortsetzen, für die im Haushaltsplan eines Vorjahres Beträge vorgesehen waren.
- Sind hierfür Kreditaufnahmen notwendig, so sind diese höchstens in einem Volumen in Höhe eines Viertels des Vorjahrsvolumens zulässig
- Kreditumschuldungen sind jedoch möglich

### Kredite / Kassenkredite / Bürgschaften
Die Verschuldung der Gemeinde setzt sich zusammen aus:
- den (regulären) Krediten der Gemeinde
- den Kassenkrediten
- dem auf die Gemeinde entfallenden Teil der Verschuldung von Verbänden
- den Schulden der Eigenbetriebe
- eventuell bestehenden Garantien und Bürgschaften

Diese vielfältigen Möglichkeiten, Kreditaufnahmen an unterschiedlichen Stellen zu zeigen, erschwert die Vergleichbarkeit des Schuldenstandes der Gemeinden. Vergleichszahlen finden sich auf der Internetseite des Bundes der Steuerzahler Hessen.
Kredite dienen der Finanzierung von Investitionen und sind im Vermögenshaushalt zu zeigen. Über die Aufnahme und die Kreditbedingungen entscheidet die Gemeindevertretung. Die Höhe des Gesamtbetrags der Kreditaufnahmen bedarf der Zustimmung durch die Kommunalaufsicht (§ 103 HGO).
Kassenkredite sind sozusagen der Dispositionskredit der Gemeinde. Es handelt sich um kurzfristige Inanspruchnahmen, wenn die Zahlungsausgänge die Zahlungseingänge der Gemeinde übersteigen. Diese werden im Verwaltungshaushalt gezeigt. Da die Inanspruchnahme naturgemäß schwankt, ist im Haushaltsplan die Obergrenze der zulässigen Kassenkredite angegeben.
Auch wenn Kassenkredite formal kurzfristiger Natur sind und eigentlich nur die Liquidität der Gemeinde sicherstellen sollen, werden vielfach hohe Beträge über Kassenkredite finanziert. Dies ist insbesondere der Fall, wenn Defizite des Verwaltungshaushaltes hierüber finanziert werden. Eigentlich ist dies nicht zulässig (§ 105 HGO).
Bürgschaften und Garantien
Die Gemeinde darf Bürgschaften und Garantien nur im Rahmen der Erfüllung ihrer Aufgaben übernehmen. Auch hier ist eine Genehmigung der Aufsichtsbehörde notwendig, sofern die Beträge nicht unerheblich sind (§ 104 HGO).

### Haushaltsüberwachung/Prüfung der Gemeindefinanzen
Es bestehen eine Reihe von Instrumenten, die korrekte Verwendung der Geldmittel der Gemeinde sicherzustellen:
- Trennung von Gemeindekasse und Gemeindevorstand: Die Zahlungen werden durch die zuständigen Mitglieder der Gemeindevorstandes (oder von ihnen bevollmächtigte Mitarbeiter) angewiesen und durch die Gemeindekasse (die selbst nicht anweisen darf) ausgeführt. Hierdurch ist das 4-Augen-Prinzip gewährleistet (§ 110 HGO).
- Haushaltsüberwachungslisten: Die Gemeindevertretung hat das Recht, sich mittels Haushaltsüberwachungslisten (HÜL) bei Bedarf die Mittelverwendung nachweisen zu lassen.
- Jahresrechnung: Die Jahresrechnung ist binnen 4 Monaten nach Ablauf des Haushaltsjahres zu erstellen und der Gemeindevertretung vorzulegen (§ 112 HGO).
- Rechnungsprüfung: Das Rechnungsprüfungsamt prüft die Haushaltsführung daraufhin, ob der Haushaltsplan eingehalten ist, die Buchungen vorschriftsmäßig erfolgten und ob die Jahresabschlüsse die Vermögens-, Finanz- und Ertragslage der Gemeinde zutreffend darstellen (§ 128 HGO).

### Wirtschaftliche Betätigung der Gemeinde
Die hessischen Gemeinden können und müssen sich auch auf wirtschaftlichem Gebiet betätigen. Zu diesem Zweck können sie sich kommunaler Unternehmen unterschiedlichster Rechtsformen bedienen, wenn die Beteiligung nicht direkt von der Gemeinde durchgeführt wird: Eigenbetriebe, Eigengesellschaften, Kapitalbeteiligungen, Zweckverbände usw. Traditionell ist in vielen Gemeinden die Wasserver- und -entsorgung als Eigenbetrieb oder als GmbH (Eigengesellschaft) organisiert. Zunehmend gliedern die Gemeinden auch Bereiche wie Gebäudereinigung, Immobilienverwaltung, Datenverarbeitung oder Touristik aus dem Verwaltungsbereich aus.
Eine Gemeinde arbeitet oftmals und in unterschiedlichsten Rechtsformen innerhalb der Gemeinde und über Gemeindegrenzen hinaus mit anderen Gemeinden zusammen. Zu diesem Zweck können Zweckverbände z. B. für die Abwasserbeseitigung eingesetzt werden, wenn dies geografisch sinnvoll ist. Die Mitgliedschaft in einem Rechenzentrum wie der ekom21, bietet die Möglichkeit, kommunale Dienstleistungen in sinnvollen Größenordnungen organisieren zu können.
Der Vorteil ist dabei, dass die ausgegliederten Bereiche nicht mehr den Kreditrahmen der Gemeinde belasten und selbstständiger und wirtschaftlicher Arbeiten können, als dies im Rahmen der kommunalen Haushaltsführung möglich ist. Insbesondere in kostenrechnenden Einrichtungen führt die Abtrennung zu höherer finanzieller Transparenz.
Nachteilig wirkt sich der Verlust an politischer Kontrolle aus. Zudem sind ausgegliederte Bereiche vielmals immer noch, nun aber wenigstens offen ausgewiesene Zuschussbetriebe.
Bis zur Hessischen Kommunalrechtsnovelle 2005 (GVBl. I S. 54) unterschied sich die hessische Regelung der wirtschaftlichen Betätigung der Gemeinden in § 121 HGO von den meisten anderen Gemeindeordnungen dadurch, dass hier die sog. „Subsidiaritätsklausel“ nicht ausdrücklich genannt wurde. In den meisten anderen Gemeindeordnungen der Länder und auch in der Vorgängernorm des § 67 Abs. 1 Nr. 3 der Deutschen Gemeindeordnung von 1935 war schon immer ausdrücklich für die Errichtung eines kommunalen Unternehmens das Erfordernis aufgestellt, dass der öffentliche Zweck, der das kommunale Unternehmen rechtfertigt, nicht besser und wirtschaftlicher durch einen anderen erfüllt wird oder erfüllt werden kann. Aber auch ohne diese ausdrückliche Subsidiaritätsklausel wurde aufgrund der Bindung an den öffentlichen Zweck zwar davon ausgegangen, dass die Kommunalwirtschaft auch unter der bis 2004 geltenden hessischen Gemeindeordnung subsidiär ist, denn es fehlt an einem öffentlichen Zweck für die wirtschaftliche Betätigung, wenn diese Aufgabe durch andere besser oder wirtschaftlicher erfüllt werden kann. Dennoch entschied sich nunmehr auch der hessische Gesetzgeber, eine solche „echte Subsidiaritätsklausel“ ins Gesetz aufzunehmen. Dies hat nach Auffassung der Landesregierung den Zweck, die Gemeinde vor überflüssigen wirtschaftlichen Risiken zu bewahren und die Privatwirtschaft vor einer Beeinträchtigung ihrer berechtigten Interessen zu schützen (Hessischer Landtag, 16. Wahlperiode, Drucksache 16/2463, S. 59). Diese Einschränkung gilt allerdings nicht für Tätigkeiten, die bereits vor dem 1. April 2004 ausgeübt wurden.

## Kommunalaufsicht
Die Kommunalaufsicht ist in den §§ 135 ff. HGO geregelt. Diese soll sicherstellen, „dass die Gemeinden im Einklang mit den Gesetzen verwaltet und dass im Rahmen der Gesetze erteilten Weisungen [...] befolgt werden“.
| Betroffene Gebietskörperschaft                 | Aufsichtsbehörde                                 | obere Aufsichtsbehörde                           | oberste Aufsichtsbehörde                         |
| ---------------------------------------------- | ------------------------------------------------ | ------------------------------------------------ | ------------------------------------------------ |
| Landeshauptstadt Wiesbaden und Stadt Frankfurt | Hessisches Ministerium des Inneren und für Sport | -                                                | -                                                |
| Gemeinden (über 50.000 Einwohner)              | Regierungspräsidium                              | Hessisches Ministerium des Inneren und für Sport | -                                                |
| Gemeinden unter (50.000 Einwohner)             | Landrat                                          | Regierungspräsidium                              | Hessisches Ministerium des Inneren und für Sport |

Der Kommunalaufsicht stehen folgende Mittel zur Verfügung:
- Die Unterrichtung, § 137 HGO
- Die Beanstandung, § 138 HGO
- Die Anweisung, § 139 HGO
- Die Ersatzvornahme, § 140 HGO
- Die Bestellung eines Beauftragten, § 141 HGO
- Die Auflösung der Gemeindevertretung, § 141a HGO
- Der Selbsteintritt der höheren Aufsichtsbehörde, § 141b HGO

Grundsätzlich sind alle diese Maßnahmen im Rahmen der Rechtsaufsicht Verwaltungsakte. Gegen diese ist grundsätzlich die Anfechtungsklage nach § 42 Abs. 1 Alt. 1 Verwaltungsgerichtsordnung (VwGO) statthaft. § 142 HGO kann als Landesrecht keine aufdrängende Sonderzuweisung sein und hat insoweit nur deklaratorische Wirkung. Auch die Genehmigung ist ein Mittel der Kommunalaufsicht, § 143 HGO; gegen das Versagen der Genehmigung ist grundsätzlich die Verpflichtungsklage nach § 42 Abs. Alt. 1 VwGO statthaft. Im Rahmen der Fachaufsicht (bei Auftragsangelegenheiten oder Aufgaben nach Weisung) handelt es sich mangels Außenwirkung nicht um Verwaltungsakte, es sei denn, der geschützte Selbstverwaltungsbereich (Art. 28 Abs. 2 S. 1 Grundgesetz, Art. 137 Abs. 1 und 3 Hessische Verfassung) ist beeinträchtigt, oder es geht um die Feststellung, ob ein Weisungsrecht besteht oder ob dieses überschritten wurde.
Ein Insolvenzverfahren über das Vermögen der Gemeinde ist gemäß § 146 HGO unzulässig.

## Kritik an einzelnen Regelungen der HGO

### Stellung des direkt gewählten Bürgermeisters
In Hessen wurden nach dem Zweiten Weltkrieg die Verwaltungsstrukturen in den Kommunen auf der Grundlage der Deutschen Gemeindeordnung beibehalten. Danach bestimmte die vom Volk gewählte Gemeindevertretung den Bürgermeister und den Gemeindevorstand. Der Gemeindevorstand unterstützte einerseits den Bürgermeister bei der Durchführung seiner Amtsgeschäfte, schränkte seine Macht andererseits auch ein. Seit 1992 werden in Hessen die Bürgermeister direkt gewählt. Dieser direkten Legitimation durch die Wählerschaft steht jedoch bislang keine entsprechende Änderung der HGO gegenüber, die dem Bürgermeister einen größeren Handlungsspielraum einräumen würde. Der Bürgermeister ist nach wie vor von den Beschlüssen des Gemeindevorstands eingeschränkt und kann bestenfalls seine abweichende Auffassung zu den Beschlüssen kundtun. In Schleswig-Holstein beispielsweise wurde mit Einführung der Direktwahl des Bürgermeisters das Organ Gemeindevorstand abgeschafft. Durch das »plebiszitäre Element« der kommunalen Selbstverwaltung werden beispielsweise unpopuläre Maßnahmen der Haushaltssicherung, wie Schließung von unwirtschaftlichen öffentlichen Einrichtungen (z. B. Schwimmbädern, Büchereien, Verwaltungszweigstellen), insbesondere vor Kommunal- und Bürgermeisterwahlen gescheut.

#### Aufwand und Nutzen der Wahlrechtsreform
Die Wahlrechtsreform in Hessen hat vor allem für die Wahlhelfer einen erheblichen zusätzlichen Aufwand zur Folge. Die Gemeinden werden mit deutlich gestiegenen Kosten für die Wahldurchführung belastet. Die Ermittlung der endgültigen Ergebnisse zieht sich über mehrere Tage hin, da die Einzelstimmen für verschiedene Wahlhandlungen ausgezählt und per EDV ausgewertet werden müssen. Von den Fachleuten wird die Steigerung der Bürgerbeteiligung und Partizipation deutlich in Frage gestellt.

#### Verzerrung der Wahlergebnisse durch Heilungsvorschriften
Das Wahlverfahren erfordert Heilungsvorschriften, um die Folge erheblicher Verzerrungen des Wählerwillens auszugleichen, die das Wahlergebnis deutlich beeinflussen. So ist das Wahlsystem von dem Wunsch geprägt, die Zahl der gültigen Stimmen durch Umdeutung deutlich zu erhöhen. Die gesetzlich vorgesehene Interpretation des Wählerverhaltens ist für den Laien nicht durchschaubar.